# Fauna de Puerto Rico
La fauna de Puerto Rico es similar a las faunas de otras islas o archipiélagos, con altos niveles de endemismo y una baja y sesgada biodiversidad taxonómica. Los murciélagos son los únicos mamíferos terrestres nativos que no se extinguieron en Puerto Rico. Todos los demás mamíferos terrestres que habitan en la isla fueron introducidos por los humanos, y entre ellos se incluyen especies como gatos ferales, venado de cola blanca, el agutí común, la mangosta, y monos macaco rhesus. Los mamíferos marinos incluyen delfines, manatíes y ballenas. De las 349 especies de aves, cerca de 120 se crían en el archipiélago y 47,5% son accidentales o raras. El animal más reconocible y más famoso de Puerto Rico es probablemente el coquí, una pequeña rana endémica y una de las 85 especies que abarca el herpetofauna de Puerto Rico. Habitan en Puerto Rico algunos peces nativos de agua dulce, pero algunas especies que han sido introducidas por los humanos, han establecido poblaciones en algunas reservas y ríos. El patrón de baja riqueza y alta diversidad es también evidente entre los invertebrados, los cuales constituyen la mayoría de la fauna del archipiélago.
La llegada de los primeros humanos hace aproximadamente 4000 años y en mayor grado, la llegada de los europeos hace más de 500 años tuvo un impacto significativo en la fauna de Puerto Rico. La caza, la destrucción del hábitat, y la introducción de especies extranjeras condujeron a extinciones y extirpaciones (extinciones locales). Los esfuerzos por la conservación, los más notables por la cotorra puertorriqueña, comenzaron en la segunda mitad del siglo XX. Según la Unión Mundial para la Conservación, en 2002 había 21 especies amenazadas en Puerto Rico: dos mamíferos, ocho pájaros crianzados, ocho reptiles, y tres anfibios.

## Origen de la fauna de Puerto Rico

Ubicación geográfica de Puerto Rico

La placa del Caribe, una placa tectónica oceánica en la cual se encuentran Puerto Rico y las Antillas (a excepción de Cuba), se formó en el mesozoico tardío. Según Rosen, cuando Suramérica se separó de África, se formó un archipiélago volcánico conocido como “Proto-Antillas”. Se dividió más adelante en las Antillas Mayores y las Menores debido a una nueva falla en las “Proto-Antillas”.
Geológicamente, el archipiélago de Puerto Rico es joven, puesto que se formó hace cerca de 135 000 millones de años. La hipótesis prevaleciente, propuesta por Howard Meyerhoff, postula que la Ribera de Puerto Rico, compuesta por Puerto Rico, sus islas periféricas y las islas Vírgenes a excepción de Santa Cruz, fueron formados por volcanes en el período cretáceo. Muestras de Roca de la Sierra Bermeja en Puerto Rico al sudoeste, que datan del último período jurásico/cretáceo temprano, confirman esta teoría.
Actualmente se discute cuándo y cómo los antepasados de la fauna vertebrada colonizaron Las Antillas, particularmente si las Proto-Antillas eran islas oceánicas o si formaron una vez una conexión de tierra entre América del Norte y América del Sur. El primer y prevaleciente modelo, es el modelo de dispersión del agua continental, sobre todo la fauna suramericana; el otro sugiere una sustitución adaptativa (vicarización) de la fauna de proto-Antillas. Hedges et al. concluye que la dispersión fue "el mecanismo primario de originación de la biota amerindia".
Los vertebrados terrestres tales como del género Eleutherodactylus se dispersaron como una especie de “filtro” entre las islas antes de que ocurriera cualquier suceso de vicarización. Sin embargo, la otra fauna tal como los insectívoros endémicos de las Antillas (Nesophontes. SP, marcanoi de Solenodon y otros) y los peces de agua dulce parecen haber colonizado la Amerindia anteriormente por otros medios. Woods proporciona evidencia para apoyar esta hipótesis analizando la llegada de los antepasados de los capromidios y de los equimidios de las Antillas, concluyendo que un equimidio antiguo debe haber llegado a las Antillas Mayores de Suramérica por una isla flotante a través de las Antillas Menores o sobre algún material flotante a Puerto Rico y La Española.
MacPhee e Iturralde proporcionan una hipótesis alterna, en la que los antepasados comunes de los mamíferos terrestres llegaron a las Proto-Antillas en el periodo Terciario medio, aproximadamente en la frontera con el Eoceno-Oligoceno. La extensión de tierra de breve duración (1000 millones de años aproximadamente) llamada “GAARlandia” (Antillas Mayores + Tierra del Canto de Aves) conectaba el Noroeste de Suramérica con tres de las Antillas Mayores (Cuba, la Española y Puerto Rico) durante este período. Luego, durante la fragmentación de las Proto-Antillas, la divergencia y la sustitución adaptativa habrían comenzado.
Los últimos cambios principales ocurridos en la fauna de Puerto Rico sucedieron hace aproximadamente 10 000 años como resultado del aumento del nivel del mar después de la Edad de Hielo que se asociaron a cambios ambientales. La transformación de Puerto Rico de un ambiente seco de la sabana a su actual estado húmedo y boscoso ocasionó extinciones en masa, especialmente entre la fauna vertebrada. Cerca de este periodo, la masa de tierra compuesta por el archipiélago de Puerto Rico (a excepción de Mona, de Monito y de Desecheo) y las islas Vírgenes (a excepción de Santa Cruz) - se separó. La ribera de Puerto Rico nunca ha estado conectada con la ribera este más cercana, que es la de San Martín.

## Mamíferos

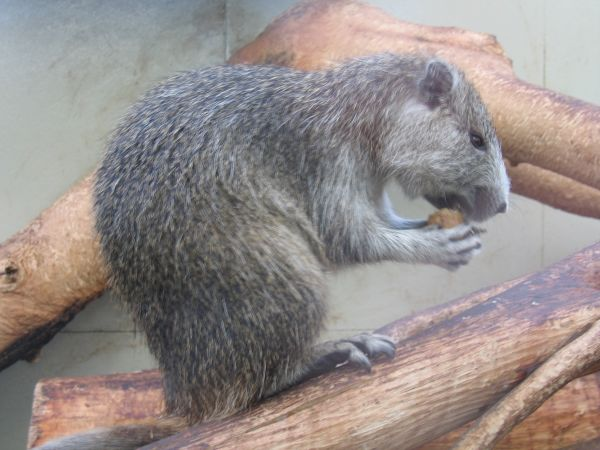
Hutía

La riqueza en mamíferos de Puerto Rico, como muchas otras islas, es baja en relación con regiones continentales. La fauna mamífera terrestre nativa actual de Puerto Rico se compone solamente de 13 especies, todas las cuales son murciélagos. En Puerto Rico existen dieciocho mamíferos marinos, incluyendo manatíes, delfines y ballenas. Los expedientes fósiles demuestran la existencia de una musaraña (musaraña de Puerto Rico, Nesophontes edithae), de un perezoso (Perezoso de Puerto Rico), tres murciélagos nariz de hoja adicionales (Macrotus waterhoussii, Monophyllus plethodon, y Phyllonycteris mayor), de cinco roedores (un hutia gigante: Elasmodontomys obliquus, un hutía: Isolobodon portoricensis y tres ratas espinosas: Heteropsomys antillensis, Heteropsomys insulans, y Puertoricomys corozalus). Woods sugiere una razón para su extinción: "Los taxones que se desarrollan en el aislamiento en las islas oceánicas sin competencia de depredadores pueden no poder adaptarse a las condiciones que cambian rápidamente, tales como las fluctuaciones climáticas extensas de las edades de hielo, la competencia o la depredación repentina de animales introducidos”.
Se han introducido otros mamíferos terrestres a través de la historia de Puerto Rico. Los colonos nativos introdujeron perros y conejillos de Indias de Suramérica o de América Central. Más tarde, los taínos introdujeron jutías como fuente de alimento desde La Española. Cuando los españoles colonizaron la isla a principios del siglo XVI, introdujeron animales domesticados tales como perros, gatos, cerdos, ganados, caballos, y gallinas. Otras especies tales como las ratas negras (Rattus rattus), ratas de noruega (Rattus norvegicus) y ratones domésticos (Mus SP) se han introducido inintencionalmente como polizones, posiblemente desde la llegada de Cristóbal Colón en 1493. Más recientemente, las especies se han introducido como medida de control biológico de plagas. Por ejemplo, la mangosta asiática pequeña (Herpestes javanicus) fue introducida en el siglo XIX para controlar el daño causado por las ratas en plantaciones de Caña de azúcar. La introducción falló: la mangosta no pudo controlar la población de la rata y en lugar de eso, se adaptó al ecosistema local y ha contribuido a la desaparición de la fauna nativa tal como la Mariquita de Puerto Rico y posiblemente las Reinitas de Bosque Enano.
Como parte de un estudio de adaptación, el Macaco Rhesus (Macaca mulatta) fue introducido en la isla de Desecheo y otras islas meridionales y cayos en 1967. Antes de la introducción, Desecho era la colonia más grande de nidos del Alcatraz marrón, pero principalmente como resultado de la depredación del huevo por los macacos introducidos, ninguna especie del pájaro anida actualmente en la isla. Los esfuerzos para atrapar y quitar la especie han fracasado y se ha expandido a la isla grande de Puerto Rico. Otros mamíferos también se han introducido en Puerto Rico. Como resultado de fomentar el deporte de caza, oficiales de United States Marines introdujeron venados de cola blanca a la isla de Culebra, convirtiendo estos ungulados en símbolo para ésta isla parte del archipiélago de Puerto Rico. Recientemente se introdujo el agutí común, roedor grande que se ha avistado en los patios de personas y bosques en diferentes partes de Puerto Rico desde principios de la década de los 2000. 

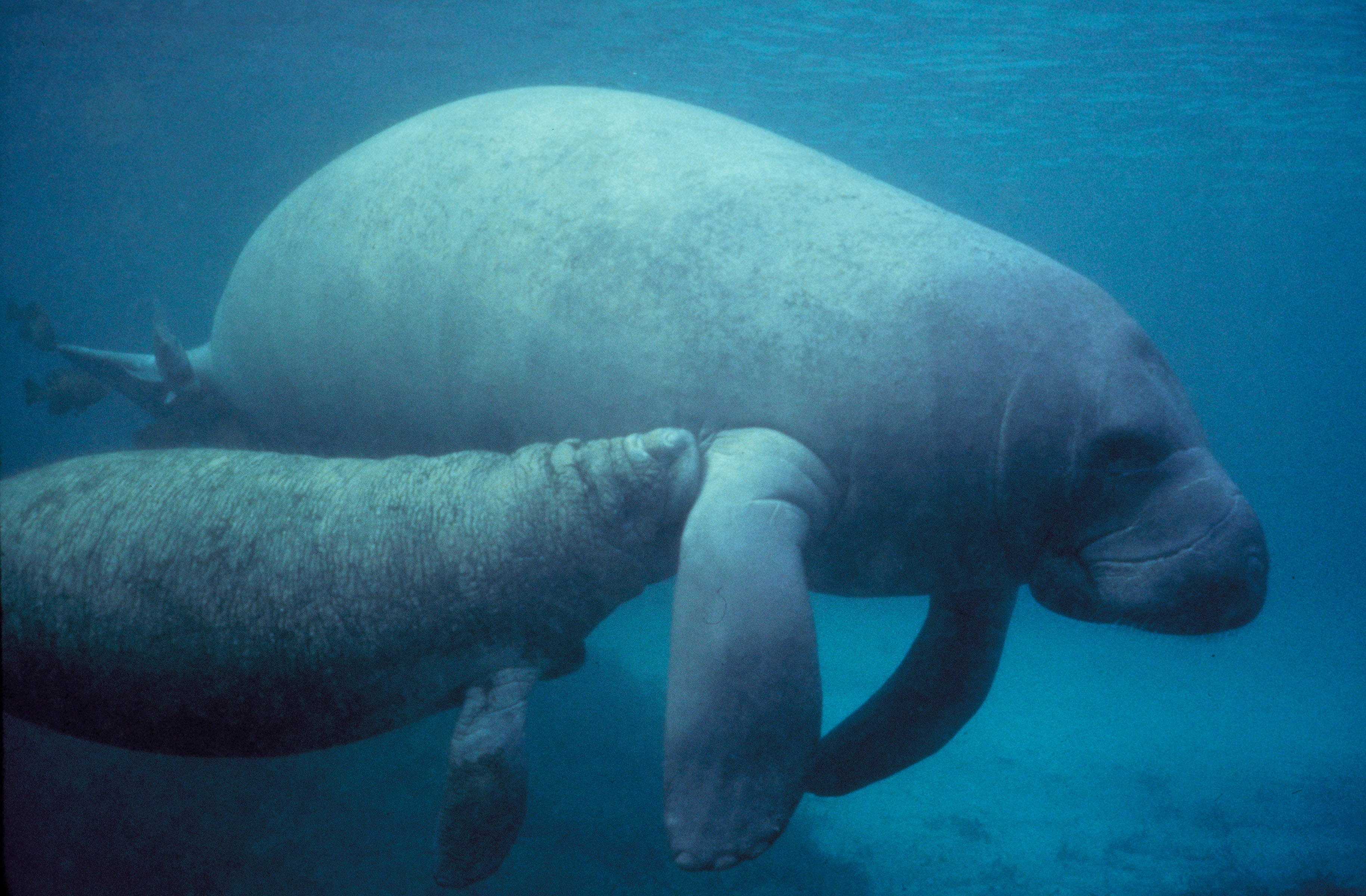
Manatí

Podría decirse que el más famoso de los mamíferos acuáticos que existen en las aguas de Puerto Rico es el manatí de las Antillas (Trichechus manatus manatus) que aparece como vulnerable en el UICN. Las aguas del archipiélago son una de las áreas de crianza principales de la especie. Los manatíes fueron el centro de atención local de los medios cuando un manatí de dos meses apodado Moisés fue rescatado y criado durante 27 meses por Caribbean Stranding Network (CSN). Moisés era el primer manatí huérfano, criado cautivo en un ambiente marino en el Caribe. El animal se convirtió en un icono cultural y científico, cuando Tony Croatto escribió una canción titulada “Moisés”. Un municipio de Puerto Rico, Manatí, recibe este nombre gracias a la especie.
Las aguas de Puerto Rico son también un sitio de crianza importante para la jubarta durante el invierno del hemisferio Norte. Observar las ballenas Humpback es una atracción turística popular en el municipio de Rincón en el Occidente de Puerto Rico.

### Murcielágos

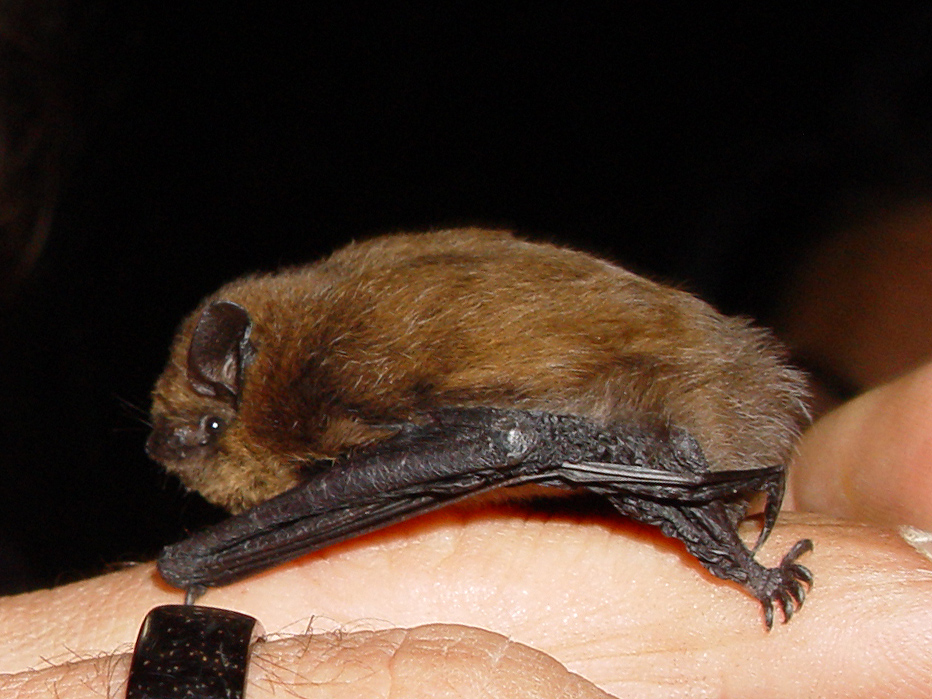
Murciélago común.

Los murciélagos de Puerto Rico pertenecen a cinco familias (Noctilionidae, Mormoopidae, Phyllostomidae, Vespertilionidae, y Molossidae) e incluyen un total de 13 especies, de las cuales seis subespecies son endémicas del archipiélago. Siete de las 13 especies son insectívoro, cuatro se pueden considerar frugívoros, una se alimenta de néctar y las otras de peces. El total de la especie es un número relativamente bajo con respecto a las otras Antillas Mayores. Jamaica, por ejemplo, con un área aproximadamente de 1,2 veces la de Puerto Rico, tiene 21 especies (1,6 veces la de Puerto Rico). Una explicación posible para esto es la distancia comparativamente grande entre el archipiélago y las áreas de dispersión del continente.
Jamaica, por ejemplo, está más cerca de Cuba y a la Española que a su vez son los más cercanos a las áreas de la dispersión de Norte y Centroamérica.
Los murciélagos desempeñan un papel importante en ecología de los bosques y de las cuevas en Puerto Rico y ayudan al control de las poblaciones de mosquitos. La mayoría de las especies (10 de 13) son habitantes de cuevas con una tasa de reproducción baja; el área con la riqueza más alta de la especie es el bosque nacional del Caribe, en donde existen once especies.
El Murciélago rojo que se alimenta de higos, endémico del banco de Puerto Rico, juega un papel importante en la ecología del bosque del tabonuco en las montañas de Luquillo pues se cree que es el único dispersor de la semilla del árbol de quinilla Manilkara bidentata). Los ecosistemas de las cuevas se alimentan con las heces del murciélago (guano) puesto que mucha de la fauna invertebrada de la cueva son limpiadores, detrivores o depredadores del guano o los dos anteriores.
Las especies de murciélago que existen en el archipiélago de Puerto Rico son: el murciélago pescador (Noctilio leporinus), el murciélago barbicacho (Mormoops blainvillii), el murciélago bigotudo mayor (Pteronotus parnellii), el murciélago bigotudo menor (Pteronotus quadridens), el murciélago frutívoro Jamaicano (Artibeus jamaicensis), el murciélago hocico de cerdo (Brachyphylla cavernarum), el murciélago marrón comeflores (Erophylla sezekoni bombifrons), el murciélago lengüilargo (Monophyllus redmani), el murciélago rojo frutero (Stenoderma rufum), el gran murciélago marrón (Eptesicus fuscus), el murciélago rojo (Lasiurus borealis), el murciélago moloso cola gruesa (Molossus molossus) y el murciélago moloso común (Tadarida brasiliensis).

## Aves

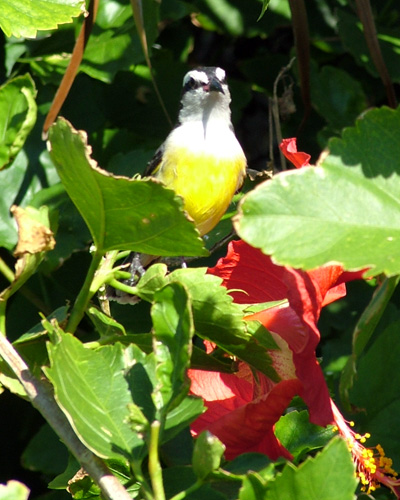
Reinita, el ave más abundante en Puerto Rico

La avifauna de Puerto Rico está compuesta por 349 especies, de las cuales 19 son endémicas del archipiélago. Casi la mitad de las especies (166) son nómadas, lo que significa que sólo han sido vistas en parejas o solos, y 42 de las especies han sido introducidas, ya sea directamente o indirectamente (la mayoría a través de la alteración de su hábitat) por los humanos.
La avifauna del Caribe es predominantemente originaria del sur de Norteamérica y América Central, junto con algunas especies agresivas Suramericanas que han colonizado la zona recientemente. Las familias suramericanas que ocupan las Antillas son los Colibríes
(Trochilidae), Tiránidos (Tyrannidae), Plataneros (Coerebidae) y Fruteros (Thraupidae), todos ellos representados en Puerto Rico. Una teoría sugiere que la avifauna colonizó el Caribe al dispersarse transoceánicamente durante los periodos glaciáles del Pleistoceno. Las aves más primitivas del Caribe son los Cortacubas, las cuales tienen una raza endémica, el cortacubas puertorriqueño.
La avifauna de Puerto Rico ha disminuido debido a la extinción y a la extracción, ya sea por causas naturales o por la acción humana. Por ejemplo, existen evidencias fósiles de una especie de Vencejo (Tachornis uranoceles) datado en el Pleistoceno posterior (entre 17 000 y 21 000 años atrás). Se cree que esta especie se extinguió como resultado de la alteración del hábitat tras la glaciación de Wisconsin. Por lo menos seis especies endémicas se han extinguido en el último milenio: la lechuza de Puerto Rico (Tyto cavatica), el caracara puertorriqueño (Polyborus latebrosus), el perico puertorriqueño (Aratinga chloroptera maugei), la becada puertorriqueña (Scolopax anthonyi), la perdiz puertorriqueña (Geotrygon larva) y el gallito de tierra de Puerto Rico (Nesotrochis debooyi). Con una población de 13 individuos en 1975, el loro puertorriqueño casi se convierte en el séptimo de la lista, pero gracias a los esfuerzos de conservación la especie se salvó de la extinción. Sin embargo, todavía es una de las diez aves con mayor riesgo de extinción del mundo. Cuatro aves de Puerto Rico, el Perico Hispano, el Cuervo de cuello blanco, el Cuervo Cubano, y el Caraú fueron echados de su territorio tras la expansión de población en Puerto Rico en la mitad del siglo XIX, y tres especies más, la Yaguasa de pico rojo (Dendrocygna autumnalis), el pidencito (Laterallus jamaicensis), y el gran flamenco, ya no se encuentran en el archipiélago.

## Anfibios y reptiles

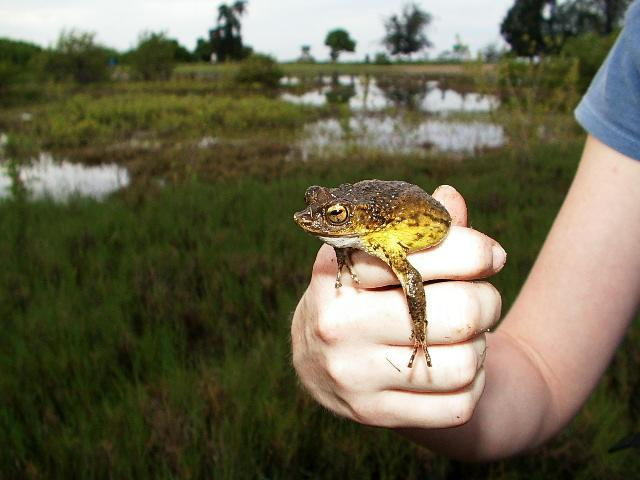
Sapo concho, una especie de anfibios endémica de Puerto Rico

La herpetofauna de Puerto Rico está compuesta por 25 especies de anfibios y 61 especies de reptiles. La mayoría del clado de los reptiles terrestres de las indias del Oeste se cree vino en una pequeña dispersión desde Suramérica. Existen pocas evidencias que soporten esta hipótesis alternativa en lugar de la hipótesis de proto-Antillas.
La otra herpetofauna terrestre se cree que llegó a las Indias del Este (y Puerto Rico) por el mismo método y experimentado posteriormente la vicarización de bancos e islas. Como consecuencia, Puerto Rico y el Caribe en general, tiene uno de los más altos porcentajes de endemismo entre anfibios y reptiles en el mundo. Las especies anfibias en Puerto Rico pertenecen a cuatro familias: Bufonidae (2 especies), Hylidae (3), Leptodactylidae (18) y Ranidae (2). Los reptiles incluyen las tortugas (de agua dulce y marina), lagartos, Culebrillas ciegas, serpientes y un caimán.
Todas las especies de Ranidae e Hylidae actuales en Puerto Rico fueron introducidas. Una especie de la familia Bufonidae, el Sapo de caña, fue introducido mientras que la otra, el Sapo concho (Peltophryne lemur) es endémica y se encuentra en peligro. El sapo de las cañas fue introducido en Puerto Rico en los años 20 para controlar la población de escarabajo blanco un parásito de la caña de azúcar. Todas las especies de la familia Leptodactylidae son nativas de la región. De las 18 especies de Leptodactylidae, 17 de son del género Eleutherodactylus y son comúnmente conocidas en Puerto Rico como coquís. Tres de estas, coquí palmeado, el coquí dorado, y el Coquí de Eneida, están a punto de extinguirse. El coqui dorado es la única especie que aún vive de la familia Leptodactylidae y el Guajón (Eleutherodactylus cooki) es la única Eleutherodactylus sp. que muestra dimorfismo sexual tanto en tamaño como en color. La coquí común (Eleutherodactylus cooki) es un símbolo nacional no oficial de Puerto Rico y un aspecto importante de la cultura puertorriqueña. Dado que 14 de las 17 coquís son endémicas del archipiélago, un dicho común de los puertorriqueños para hacer valer su orgullo nacional es: "De aquí como el coquí".

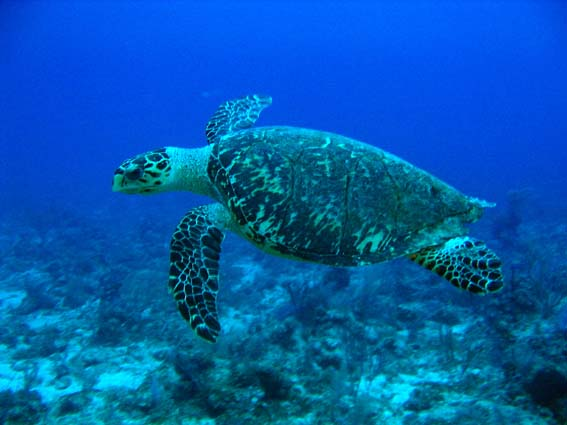
Tortuga de carey, una especie en peligro

La fauna de tortugas de Puerto Rico incluye tanto de agua dulce (5 especies, incluyendo dos extinguidas) como tortugas marinas (5). Dos de estas especies, la tortuga Hawksbill y la tortuga del mar de Leatherback, están en peligro. Las amenazas a estas especies incluyen la destrucción del hábitat y la captura ilegal de huevos e individuos. El Caimán de Anteojos, una especie introducida, es el único representante del orden Crocodylia en Puerto Rico. El mayor lagarto terrestre del archipiélago de Puerto Rico es la iguana de mona (Cyclura cornuta stejnegeri). Se trata de una subespecie de la Iguana Rinoceronte (Cyclura cornuta), endémica de la isla de Mona, situada en el Canal de la Mona entre la isla principal de Puerto Rico y la República Dominicana. Otra especie Cyclura de tamaño similar, la iguana de Anegada (Cyclura pinguis), se dio alguna vez en el archipiélago pero quedó erradicada debido a la depredación de perros, gatos y humanos, a la destrucción del hábitat, y a la competición con cabras y cerdos, y actualmente está restringida a Anegada.

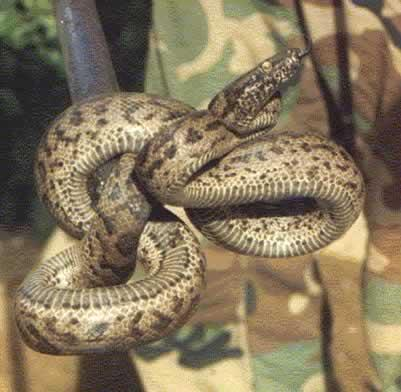
Boa de Puerto Rico, la mayor serpiente de Puerto Rico

Las 11 especies de serpientes que se dan en Puerto Rico son, en general, consideradas no venenosas, aunque las investigaciones han concluido que al menos una especie, la Racer puertorriqueña (Alsophis portoricensis), segrega veneno. Estas especies pertenecen a 3 familias y 4 géneros: Typhlopidae (Thyplops genus), Boidae (Epicrates) and Colubridae (Alsophis and Arrhyton). La serpiente más grande de Puerto Rico es la Boa de Puerto Rico(Epicrates inornatus), que es endémica, con una longitud máxima de 12 pies (3.7 m). La dieta de las serpientes de Puerto Rico se compone de reptiles (Ameiva, Anolis, Geckos), coquís y otras ranas, y, en menor medida, ratones, pájaros y murciélagos (exclusivamente por la Boa de Puerto Rico).
El lagarto más común en Puerto Rico es el lagartijo jardinero (Anolis pulchellus). Los lagartos Anolis de Puerto Rico, y de las Antillas Mayores en general, representa un caso interesante de radiación adaptativa. Los lagartos Anolis de las Antillas Mayores están más estrechamente relacionados con otras especies dentro de la misma isla que con especies de otras islas adyacentes. Sorprendentemente, incluso aunque la divergencia de la especie ocurrió independientemente en cada isla, ha evolucionado el mismo conjunto de ecomorfos en todas.

## Peces

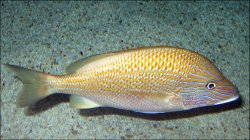
White grunt (Haemulon plumieri), uno de los peces de arrecife más comunes del Caribe

La primera descripción de los peces de Puerto Rico fue recopilada por Cuvier alias el  y Valenciennes en 1828. Se informó de 33 taxa para el archipiélago. Puerto Rico cuenta con algunas especies nativas de peces de agua dulce. Sin embargo, hay más de 30 especies introducidas, principalmente procedentes de África, Sudamérica y el sudeste de Estados Unidos, han establecido poblaciones, y 60 especies marinas utilizar los cuerpos de agua dulce de Puerto Rico de forma intermitente durante el año. Presentaciones haber sido intencional y accidental. A los efectos de las introducciones intencionales han sido la pesca deportiva para la recreación y la alimentación, el control de mosquitos, y para proporcionar carnada para el bajo bocazas. Las introducciones accidentales, tales como el bagre Sailfin blindados (Pterygoplichthys multiradiatus), se atribuye principalmente a la liberación de acuario los peces. Desde 1936, el Puerto Rico del Departamento de Recursos Naturales y Ambientales posee una incubadora en el municipio de Maricao. Cerca de 25 000 peces, entre ellos el bajo bocazas, pavón y el bagre de canal, y algunas especies de tortugas se crían anualmente a los depósitos de valores de Puerto Rico y los ríos.
Hay tres tipos de hábitats, manglares, arrecifes y pastos marinos, se encuentran en aguas oceánicas de Puerto Rico. Un total de 677 especies de peces viven en estos hábitats 242 especies de los arrecifes de ser. Las especies de peces en los arrecifes de Puerto Rico son representativos de la fauna en general el Caribe.. Peces de arrecife son comunes doncellas, damiselas, gruñidos blanco (Haemulon plumieri), gruñidos bluestriped (Haemulon Sciurus), reina de loro (Scarus vetula) y tiburones (familia Carcharhinidae). doradas (Archosargus rhomboidalis) y mojarras amarilla (Gerres cinereus) son algunas de las especies se encuentran comúnmente en los manglares. Otras especies de interés, como los peces planos, con 21 especies registradas,  y los tiburones, con más de 20 especies. Los tiburones oceánicos de punta blanca y tiburones sedosos son comunes en el Canal de la Mona.